# Telururo de litio
El telururo de litio es un compuesto químico inorgánico, del grupo de las sales, que está constituido por aniones de telururo {\displaystyle {\ce {Te^2-}}} y cationes litio (1+) {\displaystyle {\ce {Li+}}}, cuya fórmula química es {\displaystyle {\ce {Li2Te}}}.

## Propiedades
El telururo de litio se presenta en forma de polvo blanco que tiene un punto de fusión de 1204 °C. Se ha calculado que su densidad es de 3,40 g/cm³, que cristaliza en el sistema cúbico, grupo espacial Fm3m.

## Preparación
Un método de obtención telururo de litio es hacer reaccionar litio en amoníaco líquido con cantidades estequiométricas de telurio según la reacción:
{\displaystyle {\ce {2Li + Te ->[NH_3] Li2Te}}}

## Aplicaciones
El polvo de teluro de litio se utiliza principalmente en células fotovoltaicas y materiales semiconductores.